# The Family (banda)
The Family fue una banda estadounidense formada por Prince y una de las primeras en firmar con el sello discográfico de Prince, Paisley Park Records. La banda se reformó como fDeluxe en 2009. 

## Historia
Los orígenes de la banda comenzaron con la desintegración de The Time en 1984. El cantante principal Morris Day había dejado la banda para seguir una carrera en solitario y el guitarrista Jesse Johnson se convirtió en el líder de facto de la banda. Prince sugirió reestructurar la banda con el nuevo miembro Paul Peterson para encabezar el grupo, pero Johnson se opuso. Sin embargo, al igual que Day, Johnson pronto dejó la banda para seguir su propia carrera en solitario. [Cita requerida] Algunos de los miembros más nuevos de The Time siguieron a Johnson para unirse a su banda de apoyo (llamada Jesse Johnson's Revue).
Como la banda había servido como una salida para que Prince lanzara más música, quería continuar esta avenida, invitando a los miembros restantes de The Time, Jellybean Johnson, Jerome Benton y Paul Peterson, a su casa y les presentó su nuevo proyecto. . Acordaron convertirse en una nueva banda llamada The Family, con Peterson rebautizado como "St. Paul" como el nuevo líder y bajista. Johnson y Benton repitieron sus papeles familiares de The Time. A la mezcla, Prince agregó a Susannah Melvoin, la hermana gemela de la guitarrista de Revolution, Wendy Melvoin, como cantante de respaldo y tecladista. El quinto miembro fue Eric Leeds, hermano del manager de gira de Prince, Alan Leeds, quien proporcionó el saxofón y la flauta. El bajista Allen Flowers se unió a la banda. El guitarrista Miko Weaver está acreditado en el folleto del álbum porque iba a ser un músico de sesión y partidario de la banda de músicos de gira, pero nunca fue oficialmente parte de la banda.
Al igual que The Time, el material de la banda fue compuesto casi en su totalidad por Prince, con la excepción de "River Run Dry", que fue escrito por el baterista de Revolution Bobby Z. Prince escribió e interpretó todas las demás pistas y simplemente superpuso las voces de Peterson y Melvoin y saxofón y flauta añadidos de Leeds. En varias pistas, la voz de Prince se puede escuchar claramente. Algunas de las demos originales han aparecido como bootlegs y circulan entre los fans con la voz principal original de Prince, así como con dos tomas descartadas: la instrumental "Feline" y la canción pop "Miss Unders okay". Al igual que en los álbumes de otros asociados, Prince falsamente dio crédito a varios miembros de la banda por escribir créditos, aunque mantuvo su nombre en "Nothing Compares 2 U". Todas las pistas se grabaron en un lapso de unas pocas semanas a fines del año 1984 después de que Prince terminara las sesiones de Around the World in a Day, y justo antes de comenzar a grabar música para el álbum Romance 1600 de Sheila E. y su propio álbum Parade.